# Paraleptophlebia jenseni
Paraleptophlebia jenseni är en dagsländeart som beskrevs av Mccafferty och Boris C. Kondratieff 1999. Paraleptophlebia jenseni ingår i släktet Paraleptophlebia och familjen starrdagsländor. Inga underarter finns listade i Catalogue of Life.